# ظافر كبارة
ظافر كبارة (1325-1410هجـ/1907-1990م). كان رجُل دين مسلم، وعالمًا فقيهًا من طرابلس الشام.

## حياته
ينتهي نسبه إلى جده الأعلى الإمام الحسين بن علي بن أبي طالب. وفقًا لشجرة النسب التي يحتفظ بها آل كبارة (عُرفت عائلته في بداية أمرها باسم "الكبير"، ثمّ تحوَّلت فيما بعد إلى "كَبارَة"، وهُم و"آل طَبارَة" من شجرة واحدة). تلقى العلم في المدارس الرسمية، في عهد الإمبراطورية العثمانية، والتحق بعد ذلك بالمدرسة العلمية التي أنشأها قاضي طرابلس الشيخ أمين عز الدين في العهد الفرنسي، وكان مديرها الشيخ مصطفى وهيب البارودي، وبقي صاحب الترجمة في المدرسة يتلقى فيها العلوم أربع سنوات. ثم انتقلت مديرية المدرسة العلمية إلى الأستاذ سعد الله سلطان بن المرحوم عبد اللطيف سلطان، المشهور بلطفه وذكائه وآدابه ونُكتِه الجميلة. وظلّ سعد الله سلطان مديرًا للمدرسة العلمية إلى أن أُلْحِقَت هذه المدرسة بكلية التربية والتعليم (باسم "القسم الشرعي") التي كان يُشرف عليها رفيق الفتال.

## أساتذته
كان من أساتذته العلامة الشيخ محب الدين الخطيب، والمفتي الشيخ عبد الله نديم الجسر، والشيخ فخر الدين القاوقجي، نجل العلامة الشهير أبو المحاسن القاوقجي وغيرهم، إذ أن المدرسة العلمية كانت تجمع بين العلوم الشرعية والمدنية على حد سواء. ومن زملائه في المدرسة العلمية: العلّامة الشيخ رامز الملك، ونور النعنعي، وسميح المولوي.

## أشقاؤه
من أشقائه الخطّاط المشهور برهان الدين كبارة، وشيخ قرّاء طرابلس محمد صلاح الدين كبارة، وأحمد علاء الدين كبارة، ويوسف كبارة، وسعدي كبارة.

## نشاطه التعليمي
بدأ بعد أن أنهى دروسه العلمية بتعليم القراءة والكتابة ومبادئ الحساب والقرآن الكريم والخط في المدرسة الخيرية حسن مقابل الجامع المنصوري الكبير، وبقي يُعلِّم في هذه المدرسة زهاء ربع قرن من الزمن. ثم انتقل من هذه المرحلة التعليمية إلى تعليم الدين في المدارس الرسمية، وبقي في هذا المضمار زهاء 13 عامًا، انتقل بعد ذلك إلى الإمامة والخَطابة والتدريس في جامع التوبة زهاء 5 سنوات. ثم انتقل بعد ذلك من جامع التوبة إلى مسجد محمد الأمين في منطقة أبي سمراء، وبقي فيه إلى آخر حياته.

## أخلاقه
من مآثره المذكورة أنه عُرِضَ عليه في عهد مفتي طرابلس الشيخ كاظم ميقاتي أن يتولّى منصب أمين فتوى طرابلس، لكنه آثر الشيخ رامز الملك على نفسه قائلاً للشيخ كاظم ميقاتي: الشيخ رامز أعلم مني، مع أنه كان زميله في طلب العلوم الشرعية. كان مُحبًّا للكتب الفقهية والعلمية، وقد وصل في الفقه الإسلامي إلى درجة رفيعة، وخاصة في العبادات كما شهد له به الشيخ رامز الملك وقاضي الشرع الشريف الشيخ عبد اللطيف زيادة، حيث قالا عنه: "إنه مِن أعلم الناس بِفقه العبادات"، وقد أطلق عليه مفتي لبنان السابق الشيخ حسن خالداسم "مفتي بعثة الحج"، بسبب حوارات علمية دارت بينه وبين أفراد البعثة في الديار المقدسة.

## أولاده
أنجب الشيخ محمد ظافر عشرة من الأبناء والبنات، أما الأبناء فهم: محمد علي (رجل أعمال) وأحمد فتحي (يعمل في حقل المقاولات)، والدكتور عبد الفتاح أستاذ في جامعة الإمام الأوزاعي للدراسات الإسلامية، وجامعة بيروت الإسلامية التابعة لدار الفتوى، والمفتش العام للأوقاف الإسلامية في لبنان، ومعن (مدير شركة عماركو للبناء في السعودية). والدكتور أسامة أستاذ الإعلام في جامعة الجنان في طرابلس، والمهندس مواهب الذي يعمل في شركة سيسكو العالمية.

## وفاته
انتقل إلى جوار ربِّه في 20 حزيران 1990. شُيِّع جثمانه في طرابلس بجنازة ضمت الآلاف من أبناء طرابلس، ونعاهُ الكثيرون. قال عنه قاضي طرابلس الشرعي الشيخ مفيد شلق: "لقد كانت جنازة الشيخ ظافر بمثابة استفتاء شعبي كبير لفضله ودينه".